# Valar
Valarji (ed. Vala) so bili štirinajsterica najmočnejših Ajnurjev, ki so odšli na Ardo.
Sprva je mednje spadal tudi Melkor, kasneje imenovan Morgoth, ki so ga preostali Valarji vklenili v okove.

### Valarski vladarji
- Manwë
- Ulmo
- Aulë
- Oromë
- Námo (Mandos)
- Irmo (Lórien)
- Tulkas

### Valarske vladarice
- Varda
- Yavanna
- Nienna
- Estë
- Vairë
- Vána
- Nessa